# Хвойні та листяні ліси Північної Анатолії
Хвойні та листяні ліси Північної Анатолії (ідентифікатор WWF: PA0515) — палеарктичний екорегіон хвойних лісів помірної зони, розташований в Туреччині, на півночі Анатолії.

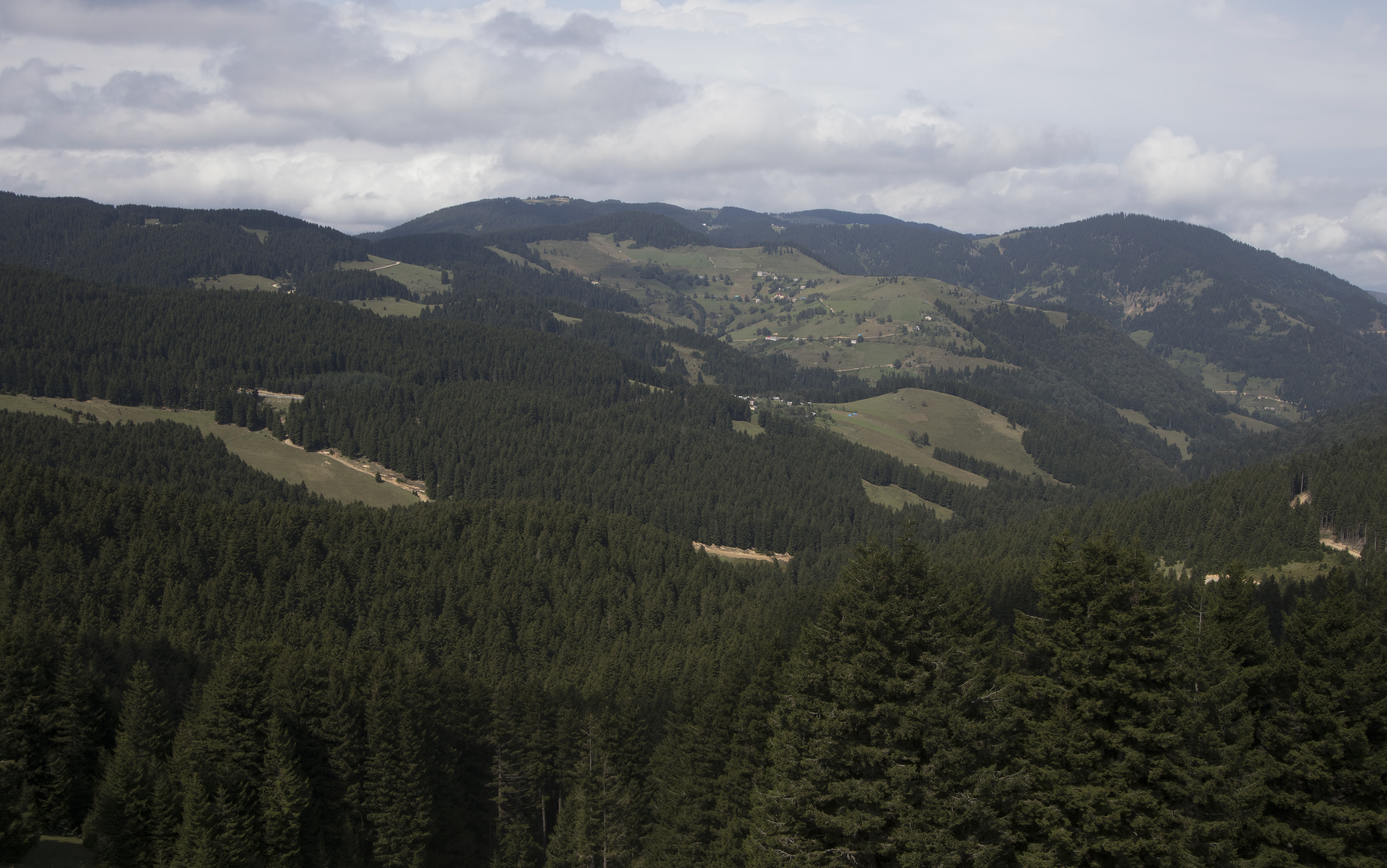
Ліс східної ялини в околицях Дерелі (провінція Гіресун)

## Географія
Екорегіон хвойних та листяних лісів Північної Анатолії розташований в горах на півночі півострова Анатолія. Ці гори тягнуються зі сходу на захід, паралельно узбережжю Чорного моря. Вони слугують бар'єром між сухими лісами, рідколіссями і степами Центральної Анатолії та евксинсько-колхідськими широколистяними лісами на чорноморському узбережжі. Західні і центральні гірські хребти екорегіону, такі як гори Кьороглу, є середньовисотними, їх висота рідко перевищує 2000 м. На північному сході регіону розташовані більш високі Понтійські гори, найвищою вершиною яких є Качкар-Даги висотою 3937 м.

## Клімат
Клімат екорегіону є перехідним між вологим морським кліматом чорноморського узбережжя та сухішим континентальним кліматом внутрішніх районів Анатолії. Середньорічна кількість опадів коливається від 500 до 1000 мм. У західній і центральній частинах екорегіону найбільш дощовим сезоном є зима, а на сході — весна.

## Флора
В лісах екорегону ростуть різноманітні хвойні та листопадні широколистяні дерева. На північно-західних схилах гірських хребтів домінують турецькі ялиці (Abies nordmanniana subsp. equi-trojani) у поєднанні зі східними буками (Fagus orientalis) та/або звичайними соснами (Pinus sylvestris). На північно-східних схилах переважають східні ялини (Picea orientalis) та кавказькі ялиці (Abies nordmanniana). У глибоких долинах річок Келькіт і Чорох зустрічаються реліктові середземноморські ліси, де ростуть суничники  (Arbutus spp.), турецькі сосни (Pinus brutia), високі яловці (Juniperus excelsa) та рідкісні ліванські кедри (Cedrus libani).
На південних схилах гір екорегіону, де панує посушливий степовий клімат, домінують різні види сосен (Pinus spp.). На південному заході частіше зустрічаються кримські сосни (Pinus nigra ssp. pallasiana), а на південному сході — звичайні сосни (Pinus sylvestris). Також в лісах на півдні екорегіону зустрічаються різноманітні види широколистяних дерев, зокрема дуби (Quercus spp.), клени (Acer spp.) та горобина (Sorbus spp.). У високогір'ях, особливо на сході екорегіону, зустрічаються відкриті чагарникові зарості або невеликі гаї, де ростуть червоні яловці (Juniperus oxycedrus) та звичайні яловці (Juniperus communis), а також берези (Betula spp.)
Лісові угруповання західної частини екорегіону вирізняються значним видовим різноманіттям. В провінціях Болу, Зонгулдак і Бартин на площі 500 м² може рости 12-15 різних видів дерев. Натомість східна частина екорегіону вирізняється значними площами перестійних лісів. Гірські масиви Качкар та Илгаз, а також гори в провінціях Гюмюшхане та Чанкири відомі як центри рослинного ендемізму.

## Фауна
В незайманих лісових масивах на сході екорегіону мешкає багато диких тварин. Хоча сирійські бурі ведмеді (Ursus arctos syriacus) зустрічаються як на сході, так і на заході регіону, більший лісовий покрив у його східній частині підтримує більшу популяцію цього хижака. Іншим широко поширеним в регіоні хижаком є азійський вовк (Canis lupus pallipes). В екорегіоні також широко поширені копитні; на сході можна зустріти анатолійську козицю (Rupicapra rupicapra asiatica) і безоарового козла (Capra aegagrus aegagrus), а на заході – благородного оленя (Cervus elaphus) і європейську сарну (Capreolus capreolus).
В межах екорегіону розташовані чотири важливі орнітологічні території (IBA). В горах Илгаз гніздяться ягнятники (Gypaetus barbatus), білоголові сипи (Gyps fulvus) і орли-карлики (Hieraaetus pennatus), а в Національному парку Согуксу — друга за розмірами в Європі популяція рідкісних чорних грифів (Aegypius monachus). Північно-західна частина Понтійських гір лежить на головних міграційних шляхах багатьох хижих птахів, які часто зустрічаються в лісах цієї місцевості.

## Збереження
Природоохоронні території екорегіону включають:
- Національний парк Качкар;
- Національний парк долини Алтиндере[en];
- Національний парк гір Илгаз[en];
- Національний парк Едігьоллер;
- Національний парк Согуксу[en];
- Національний парк Йозгат-Чамлиги[en].